# 晉滅譙蜀之戰
晉滅譙蜀之戰是發生於中國東晉義熙九年（413年）的一場戰役，由東晉益州刺史朱齡石統率晉軍進攻割據蜀地的譙蜀政權。最終朱齡石擊破蜀軍，譙蜀君主譙縱自殺，譙蜀滅亡。

## 背景
譙蜀因義熙元年（405年）益州軍隊兵變，進攻成都（今四川成都）並殺害晉益州刺史毛璩而建立。其時東晉正在平定桓玄餘眾，直至義熙二年劉裕才正式派毛璩侄兒，龍驤將軍毛脩之率益州刺史司馬榮期、文處茂等進攻，但期間司馬榮期被叛變的參軍楊承祖殺害，毛脩之被逼追還白帝（今重庆奉節縣東），無功而還。次年，毛脩之滅楊承祖，聯結文處茂意圖再度攻蜀，但為益州刺史鮑陋所阻。在毛脩之上表陳情之下，劉裕於是派冠軍將軍劉敬宣領鮑陋、文處茂及時延祖等再度伐蜀，派溫祚率疑兵聲言循外水進蜀，敬宣主力則由墊江進攻，但攻至黃虎時因譙道福阻險拒守而受阻，終因糧盡和疫病而被逼撤返，大半士兵更死於疫病，再度無功而還。戰後劉毅想要追究敗戰的責任，趁機打擊政敵劉敬宣，但劉裕一肩挑起責任，自貶官位以示懲處。
義熙八年（412年），劉裕西伐荊州刺史劉毅，時西陽太守朱齡石亦隨其至江陵（今湖北荆州市荊州區）。消滅劉毅後，劉裕又圖伐蜀，因賞識朱齡石的軍事才幹和豐富經驗，不顧其他人認為齡石資歷和名望都不足以擔當主帥重任的意見，堅持讓朱齡石擔任攻蜀主帥。當年十二月，劉裕正式以朱齡石為益州刺史，率臧熹、蒯恩、劉鍾和朱林等共領二萬人伐蜀。

## 過程
劉裕曾與朱齡石討論作戰策略，他認為譙蜀鑑於上一次劉敬宣伐蜀是從內水攻蜀，必會猜度晉軍這次想由外水進攻；然而他又推斷譙蜀認為晉軍會想出其不意，仍然從內水進攻，並應當會置重兵在涪城（今四川綿陽市涪城區）。劉裕於是決定晉軍主力這次要從外水進軍成都，以疑兵出內水，避開譙蜀主力。為免軍情外洩，劉裕特別將一封密函交給齡石，示意到白帝時才能打開，故此大軍自江陵出發後一直都不知循何道進軍，譙蜀亦無從以晉軍勢態察知劉裕的圖謀。至白帝時，朱齡石公布密函：「大軍一律經外水攻向成都，臧熹、朱林在中水攻取廣漢，命弱兵搭乘十多艘高艦由內水兵向黃虎。」此後朱齡石就率大軍加快速度行軍。
而譙蜀果如劉裕所想，設主力防備內水，命譙道福在涪城駐以重兵，別遣侯暉及譙詵領萬餘屯彭模（今四川彭山縣南），依水兩岸建城壘作防禦。
義熙九年（413年）六月，朱齡石所率大軍抵達彭模，見敵軍防禦堅固，於是向劉鍾表示：「現在天氣暑熱，而敵方据險固守，強攻難以成功，只會令我方疲乏困頓；我就想讓大軍養精蓄銳，等待機會，你認為怎樣？」但劉鍾答：「這不對。先前我們揚言大軍經內水進攻，譙道福是不敢離開涪城的，而我們大軍來到這裏，出其不意，侯暉等人已經嚇破膽了。我們正正應該籍其恐懼而進攻，肯定能成功。取彭模以後就可直攻成都，成都也肯定守不住了。若果我們和他對峙，對方就知道我們的虛實，到時涪城的軍隊攻來，我們很難抵抗呀。到時進不能戰，撤退沒糧草，二萬多人只會被俘呀。」朱齡石決意進攻，不過其時諸將又認為北城兵多勢險，故想先攻南城，但朱齡石欲以精銳破北城，南城必然自潰。於是在七月率劉鍾及蒯恩進攻北城，兩軍決戰一整天後晉軍成功攻陷北城，斬殺侯暉及譙詵，回軍時南城即望麾而潰。接著朱齡石捨船步走，進攻成都。另一方面，經中水的臧熹攻譙撫之所駐的牛鞞（今四川簡陽市西），將譙撫之斬殺，時屯打鼻（今四川彭山縣鼎鼻山）的譙小苟亦自潰，自後譙蜀其他地方守軍都望風奔潰。
譙縱知道各屯都潰敗，於是棄成都出走，投奔涪城的譙道福。當時譙道福知彭模失守，亦率軍回防成都，遇到棄城出奔譙縱時大怒：「大丈夫有這樣的功業，怎可以放棄！現在又怎可能成功成俘虜以求安身！世上哪有人不會死，為什麼這麼怕死！」更將劍擲向譙縱，打中了他的馬鞍。譙縱唯有離開，困逼之下自縊而死，後被巴西人王志斬首送呈晉軍。譙道福仍然想一戰，遂向兵眾說：「我培養你們就是為了今日，蜀國存亡實在是看我而不是譙王，我還在，還可以一戰！」士兵當時都答應，但當譙道福將財物都分給他們後都紛紛離去，譙道福唯有逃到獠中，被杜瑾所捕，在軍門處斬。譙縱離開時，譙蜀尚書令馬耽將府庫封存待晉軍來到接收，而朱齡石到了成都後亦大殺譙縱宗族，譙蜀到此滅亡。

## 影響
- 早在譙蜀建立的同一年，仇池公楊盛因後秦攻擊而投降並接受其官位，其時毛璩攻滅桓玄梁州刺史桓希，但因譙縱叛殺毛璩而令梁州空虛，楊盛遂命侄兒楊撫佔領漢中，並以侄兒楊撫駐鎮。至此戰後，東晉不但收復譙蜀所據益州，還命梁州刺史索邈進駐原梁州治所南城，仇池所置梁州刺史苻宣則返回仇池，如此恢復了東晉對漢中一帶的直接管治[5][6]。
- 朱齡石滅蜀立下大功，一掃早前劉裕決意以其為帥時眾人的疑慮，眾人亦佩服劉裕知人善任。齡石亦更得劉裕親任，北伐時更讓他領兵留守京師，和劉穆之共掌留守事務。